# Eugenie Scott
Eugenie Carol Scott (Estados Unidos, 24 de outubro de 1945) é uma antropóloga estadunidense que foi diretora executiva da National Center for Science Education (NCSE) e deixou o cargo em maio de 2013. É uma das principais críticas das pseudociências chamadas criacionismo da Terra Jovem e Design Inteligente.

## Biografia
Eugenie cresceu em Wisconsin e se interessou por antropologia após ler um livro da sua irmã sobre o assunto. Scott se diplomou em Bacharel de Ciências e Mestrado pela Universidade do Wisconsin–Milwaukee, e na sequencia ela doutorou pela Universidade do Missouri. Ela então começou a trabalhar na Universidade de Kentucky como uma antropóloga em 1974 e logo após isso compareceu a um debate entre o seu mentor James A. Gavan e o Creacionista da Terra Jovem Duane Gish que fez com que ela se interessasse pela controvérsia de criação versus evolução.  Ela também ensinou na Universidade do Colorado e na Universidade Estadual da Califórnia. Suas pesquisas focavam na antropologia médica e biologia óssea.

## Carreira
Em 1980, Scott estava no pelotão de frente, para evitar que o criacionismo fosse ensinado nas escolas publicas de Lexington, Kentucky. Desse esforço no Kentucky, surgiu um movimento nesse e em outros estados americanos para formar a National Center for Science Education em 1981. Scott foi indicada como diretora executiva do NCSE em 1987, no ano em que o ensino de criacionismo como ciência nas escolas públicas americanas foi considerado como sendo ilegal pela Suprema Corte dos EUA no caso Edwards v. Aguillard.

### Reconhecimento acadêmico
Em 1993 a Universidade do Missouri a homenageou como uma das mais importantes ex-alunas. Ela foi eleita como membro da Academia de Ciências da California em 1994. Ela também se tornou presidente da Associação Americana de Antropólogos de 2000 até 2002. Ela foi também eleita como membro da Associação Americana para o Avanço da Ciência em 2002 e teve seu próprio assento na entidade. Ela também é um membro da Sigma Xi.
Scott também recebeu muitos prêmios de associações acadêmicas. Em 1999 ela foi premiada com o Bruce Alberts Award pela Sociedade Americana de Biologia Celular.  Em 2001 ela recebeu o prêmio de Serviços Prestados pela Sociedade Geológica da América. Ela recebeu em 2002 um prêmio por serviços prestados da National Science Board por "sua promoção do entendimento publico e da importancia da ciência, do método científico, e ciência e educação e o papel da evolução na educação científica".  Em 2002 o American Institute of Biological Sciences a premiou com o seu primeiro "Outstanding Service Award". Eugenie também recebeu em 2002 o prêmio Margaret Nicholson Distinguished Service Award da Associação dos Professores da Califórnia.  A Associação Nacional de Professores de Biologia que lhe deu um título de membro honorário em 2005.
Em 2006 ela foi agraciada com o prêmio de Antropologia Na Mídia, concedido pela American Anthropological Association pela "comunicação efetiva da antropologia para o público em geral pela mídia". Em 2007 Eugenie Scott e Kenneth R. Miller receberam conjuntamente o prêmio Outstanding Educator agraciado pelo museu Exploratorium.
Eugenie também foi premiada com um diploma honorário pela Universidade McGill em 2003, pela Universidade de Ohio em 2005 e em 2006 pela Mount Holyoke College e a sua alma mater a Universidade do Winsconsin, em Milwaukee.  Em 2007 ela foi homenageada com um diploma honorário da Universidade de Rutgers. Em 2008 ela foi homenageada com um diploma honorário da Universidade do Novo México.
Em 2009, Scott se tornou a primeira pessoa a ser agraciada com o prêmio da Sociedade Stephen Jay Gould pelo estudo da Evolução. Ela foi escolhida por "Devotar a sua vida pelo avanço do entendimento público da Evolução". Ela também recebeu a Public Welfare Medal da National Academy of Sciences em 2010.
Em 21 de agosto de 2010 a Dra. Scott foi premiada pelo reconhecimento das suas contribuições ao ramo do ceticismo científico, pelo Independent Investigations Group (IIG) durante a festa de celebração dos seus 10 anos de existência.
Em 9 de outubro de 2010 o Comitê para a Investigação Cética anunciou que Scott (e outros) passariam a fazer parte do seu Conselho Executivo de políticas públicas, e que ela também faria parte do Comitê da revista Skeptical Inquirer.
Em maio de 2013 ela deixou a diretoria da NCSE.
Em 4 de Abril de 2014 a Dra. Eugenie Scott recebeu um prêmio da Associação Nacional de Professores de Ciências da América por seus distintos serviços para a ciência e educação. O prêmio foi dado a ela em uma cerimônia com a participação dos membros da NSTA que disseram " quem devido a uma ativa liderança no empreendimento acadêmico, durante um significativo período de tempo, fez extraordinárias contribuições para os avanços no ensino de ciências."
Em junho de 2014, Dr. Scott recebeu o prêmio de conquista de vida na Conferência da Associação Humanista Americana que ocorreu na Filadélfia.
Em 12 Julho de 2014, O Asteroide 249540 Eugeniescott (2010 HX14), descoberto em 18 de Abril de 2010, foi nomeado em homenagem a Scott "que trabalhou como diretora executiva do Centro Nacional de Educação de Ciência por mais de 25 anos"  e "melhorou o ensino do currículo de ciência dos estudantes por todo os Estados Unidos.

### Crenças

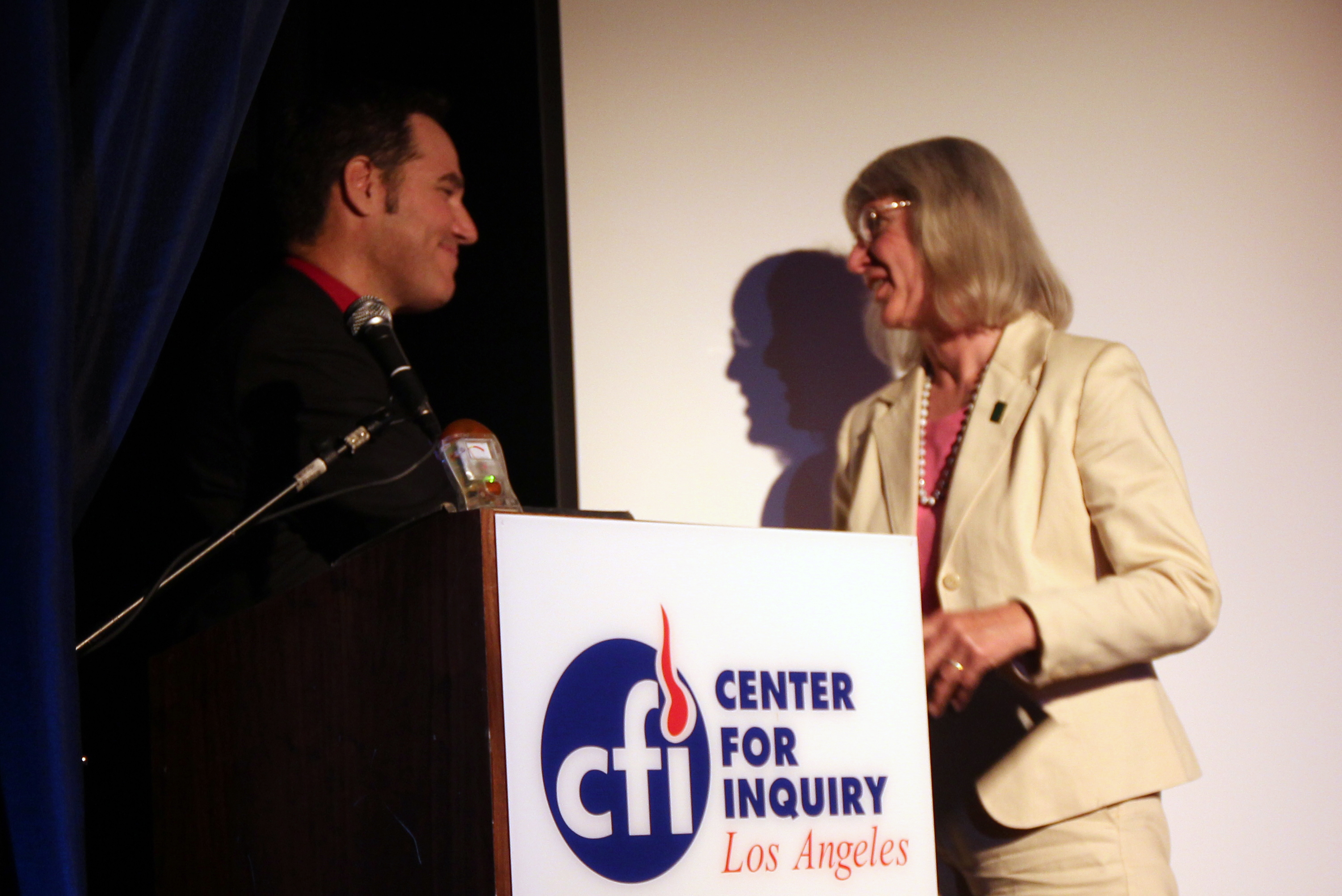
James Underdown diretor do Center for Inquiry Oeste e o Independent Investigations Group (IIG) Oeste apresentam o prêmio para o IIG 21 de agosto de 2010

Eugenie Scott foi criada por sua mãe e avó na denominação religiosa chamada Ciência Cristã, mas mais tarde se tornou Congregacionalista sob a influência da sua irmã; ela descreve sua formação religiosa como sendo Protestante Liberal. Scott agora é uma Humanista Secular e se descreve como uma não teísta.
Em 2003, o jornal San Francisco Chronicle escreveu que "Scott que se descreve como ateia mas não desconsidera a importância da espiritualidade." Em 2003 ela foi uma das signatárias do terceiro Manifesto Humanista, Humanism and Its Aspirations. Ela também é um membro do Committee for Skeptical Inquiry.  Em 2003 ela foi premiada com o prêmio "Defense of Science Award"(Defesa da Ciência) pelo Center for Inquiry por "sua incansável liderança em defender a evolução científica e a liberdade educacional".
Em 1998, Scott recebeu da American Humanist Association o Prêmio Isaac Asimov em Ciência. Em seu discurso de agradecimento ela explicou como uma frase adotada pela Associação Nacional de Professores de Biologia que a evolução era "não supervisionada" e "impessoal" foi atacada por criacionistas como Phillip E. Johnson, e a reação inicial do NABT (na sigla em inglês) foi ceder a pressão dos criacionistas para mudá-la. Entretanto, Scott concorda com o teólogo Huston Smith e o filósofo Alvin Plantinga que "não supervisionada" e "impessoal" poderiam ser retiradas da frase pois elas poderiam implicar em interpretações filosóficas e teológicas que estariam além do que a ciência pode afirmar com seu princípio naturalista. — no final a sentença foi modificada.
A NCSE é neutra com relação a religiosidade e seus membros tem uma variedade de crenças religiosas ou não acreditam.  Mesmo assim, tanto Eugenie Scott como a NCSE foram criticadas como sendo "ateístas" por vários grupos criacionistas. Eugenie Scott às vezes brinca que ela algumas vezes acha que seu primeiro nome é "Ateia" porque os criacionistas frequentemente se referem a ela como sendo a "Ateia Eugenie Scott".

### Autora
Scott é considerada uma especialista em criacionismo (incluindo o design inteligente), e é uma das suas mais proeminentes oponentes. Seu livro Evolution vs. Creationism: An Introduction que foi publicado pela editora Greenwood Press em 2004 e em brochura pela editora da Universidade da Califórnia em 2005 teve o prefácio escrito por Niles Eldredge.
Ela também editou em conjunto com Glenn Branch a antologia em 2006 Not in Our Classrooms: Why Intelligent Design is Wrong for Our Schools (Não em nossas salas de aulas: Porque o Design Inteligente é errado para nossas escolas)
Em 2006 Jon D. Miller, Scott e Shinji Okamoto tiveram um pequeno artigo publicado no periódico Science intitulado "Aceitação Pública da Evolução", uma análise de uma pesquisa sobre a aceitação da evolução nos últimos 20 anos nos Estados Unidos e comparando isso com a aceitação da evolução em outros países.  A Turquia possuía a mais baixa taxa de aceitação da pesquisa, seguida pelos Estados Unidos como tendo a segunda mais baixa. Ainda assim os autores viram um lado positivo no fato de que um alto percentual de americanos não tem certeza, e portanto poderiam ser "convencidos" da veracidade da evolução com mais facilidade.
Ela também foi coautora com Glenn Branch e Nick Matzke em 2004 de um trabalho bem humorado sobre a "The Morphology of Steve" no  Annals of Improbable Research que emergiu do Project Steve da NCSE que visava ser uma brincadeira em que apenas os cientistas chamados "Steve" (ou nomes semelhantes como Estevão) seriam mais numerosos do que os cientistas que suportariam o Desing Inteligente.

### Aparições na mídia
David Berlinski, um dos membros do Discovery Institute, descreve a Eugenie Scott como uma oponente que "frequentemente é enviada para defender Darwin".  Entretanto Scott prefere ver a si mesma como "Darwin's golden retriever". Scott diz que o seu trabalho "requer que ela lide com o analfabetismo científico do público americano".
Eugenie Scott foi retratada em matérias da Scientific American, e da The Scientist, e no Jornal San Francisco Chronicle, e ainda no Stanford Medical Magazine.  Ela foi entrevistada para o Science & Theology News, CSICOP, Church & State e no Point of Inquiry.  Ela ainda teve seus comentários publicados pela Science & Theology News, Metanexus Institute.
Ela também atuou como a porta-voz da educação na série de documentários para a TV de 2001 da rede PBS Evolution.
Scott foi entrevistada inúmeras vezes para as redes de TV MSNBC e Fox News, debatendo vários criacionistas e defensores do design inteligente. Em 29 de novembro de 2004, Scott debateu o Jason Lisle do site Answers in Genesis no canal CNN.  Em 6 de maio de 2005 Scott debateu Stephen C. Meyer do Discovery Institute, no programa de TV The Big Story com John Gibson. Que mais tarde foram relacionadas com as Audiências sobre Evolução do Kansas.
Em 2004, o Centro Nacional para Ciência e Educação (National Center for Science Education) foi representado por Scott no programa de TV de Penn e Teller no canal HBO Bullshit!, no episódio chamado "Criacionismo", em que a Dra Scott ofereceu o seu ponto de vista filosófico sobre os movimentos do criacionismo e design inteligente. Ela disse que "seria injusto dizer aos estudantes que existe alguma disputa séria entre os cientistas se a evolução de fato existiu, porque não existe esse debate entre os cientistas". Ela ainda observou que "muitas vezes os criacionistas... vão pesquisar publicações científicas tentando encontrar algo que eles acham que demonstraria que a evolução não funcionaria. Essa é uma atitude curiosa pois a sua teologia é tal, que se algo está errada com a bíblia você deve jogar tudo fora. Por isso para eles o Gênesis tem que ser interpretado literalmente. Eles pensam que a ciência funciona do mesmo jeito. Se uma pequena peça da do quebra cabeças evolucionário não se encaixa na coisa toda eles acham que tudo tem que cair." Explicou a Eugenie, "não é assim que se faz ciência".
Eugenie Scott pertence ao National Advisory Council of Americans United for Separation of Church and State e ao National Advisory Council of Americans for Religious Liberty. Em 1999 Scott recebeu o prêmio Hugh M. Hefner First Amendment "por defender incansavelmente a separação da igreja e do estado, garantindo que um currículo religiosamente neutro seja mantido nos currículos das escolas públicas americanas em ciência", e em 2006 ela foi um dos 3 juízes que foi escolhida para selecionar os premiados.
Scott afirmou a imprensa de que "Existe um esforço coordenado de um movimento muito bem financiado para educar o público de que a evolução representa uma ciência frágil, que os cientistas a estão deixando, e que você deve escolher entre evolução e religião".

### Participação no julgamento de Dover
Em 2005, Scott e outros membros da  NCSE serviram como consultores científicos e educacionais para os queixosos do processo Kitzmiller v. Dover Area School District, que originou-se em Dover, Pensilvânia. Onde o juiz John E. Jones condenou o ensino do Design Inteligente ou criacionismo nas escolas públicas.

## Vida pessoal
Eugenie e seu marido, Thomas C. Sager, um advogado, têm uma filha, que também reside em Berkeley, Califórnia.